# Geleen-Lutterade vasútállomás
Geleen-Lutterade vasútállomás vasútállomás Hollandiában, Sittard-Geleen községben, Geleen településen.

## Vasútvonalak
Az állomást az alábbi vasútvonalak érintik:
- Maastricht–Venlo-vasútvonal

## Kapcsolódó állomások
A vasútállomáshoz az alábbi állomások vannak a legközelebb:
- Sittard vasútállomás (északkelet)
- Beek-Elsloo vasútállomás (délnyugat)